# Indian Type Foundry
Indian Type Foundry est une fonderie typographique numérique indienne basée à Ahmedabad. Elle est fondée en 2009 par Rajesh Kejriwal, Satya Rajpurohit et Peter Biľak,. En 2014, Apple distribue deux de ses polices, Kohinoor et ITF Devanagari, comme police d’interface avec iOS 8 et OS X Yosemite. ITF a notamment créé des polices pour Amazon, Google, Leela Hotels (en), Star, Sony, Samsung, Starbucks,,.

## Polices d’écriture
- ITF Devanagari, distribuée par Apple
- Kohinoor (Kohinoor Devanagari, Kohinoor Bangla, Kohinoor Telugu), distribuées par Apple